# اجتناب خویش‌آمیزی
اجتناب از خویش‌آمیزی یا پرهیز از خویش‌آمیزی (انگلیسی: Inbreeding avoidance) مفهومی در زیست‌شناسی فرگشتی است که به پیشگیری از اثرات مخرب خویش‌آمیزی/درون‌آمیزی اشاره دارد. جانوران به‌ندرت اجتناب از خویش‌آمیزی را نشان می‌دهند. فرضیه اجتناب از خویش‌آمیزی بیان می‌کند که مکانیسم‌های خاصی در یک گونه (زیست‌شناسی)، یا در یک جمعیت معین از یک گونه، در نتیجه جورآمیزی، انتخاب طبیعی و گزینش جنسی به منظور جلوگیری از تولیدمثل در میان افراد مرتبط در آن گونه یا جمعیت ایجاد می‌شود. اگرچه خویش‌آمیزی ممکن است هزینه‌های فرگشتی خاصی را تحمیل کند، اما اجتناب از خویش‌آمیزی، که تعداد جفت‌های بالقوه را برای یک فرد معین محدود می‌کند، می‌تواند هزینه‌های فرصت ایجاد کند؛ بنابراین، تعادلی بین خویش‌آمیزی و اجتناب از خویش‌آمیزی وجود دارد.
خویش‌آمیزی می‌تواند سبب افسردگی خویش‌آمیزی شود که به معنی کاهش توانایی زیستی یک جمعیت معین به دلیل خویش‌آمیزی است. افسردگی خویش‌آمیزی از طریق ظهور صفات نامطلوب به دلیل جفت شدن اللهای مضر مغلوب در فرزند رخ می‌دهد. وقتی دو فرد مرتبط با هم جفت می‌شوند، احتمال جفت شدن آلل‌های مغلوب مضر در فرزندان حاصل بیشتر از زمانی است که افراد غیر مرتبط به دلیل افزایش تخمیدگی جفت می‌شوند. با این حال، خویش‌آمیزی فرصتی را برای پاکسازی ژنتیکی آلل‌های مضری که در غیر این صورت در جمعیت وجود خواهند داشت و به‌طور بالقوه می‌توانند در طول زمان تبه‌ژن‌شناسی باشند، می‌دهد. یکی دیگر از اثرات منفی احتمالی خویش‌آمیزی، ضعیف شدن دستگاه ایمنی به دلیل آلل‌های ایمنی کمتر متنوع در نتیجه افسردگی برون‌آمیزی است.